# August Wilhelm Iffland
August Wilhelm Iffland, född 19 april 1759 i Hannover, död 22 september 1814 i Berlin, var en tysk skådespelare och dramatiker.
Iffland var bestämd att bli präst men rymde hemifrån 1777 för att få ägna sig åt skådespelarkonsten. Han fick anställning i Gotha, där skådespelaren Ekhof och skalden Gotter övade inflytande på honom. Efter Ekhofs död kallades han 1779 med bland andra Heinrich Beck till Nationaltheater i Mannheim för att 1796 utnämnas till direktör för teatern i Berlin, där han gjorde sig känd som skådespelare och teaterledare. Han uruppförde flera av Schillers stycken. Som ett erkännande av hans förtjänster om Berlinscenens höjning utnämndes han 1811 till kunglig skådespelsdirektör.
Ifflands många uppsatser rörande skådespelarkonsten och teatern är Fragmente über Menschendarstellung (1785), Theorie der Schauspielkunst (2 bd, 1815) och Almanack für Theater und Theaterfreunde (5 bd, 1806-11).
Iffland har betydelse även som dramatiker; han skrev teaterstycken, som vann mycket bifall över hela Tyskland. Han tecknade i dem medelklassens liv och ville därjämte, som han visade redan i ett av sina första stycken, Albert von Thurneisen (1781), dels begagna teatern som en uppfostringsanstalt för själ och hjärta, dels visa, att den sanna lyckan trivs bäst i mera inskränkta levnadsförhållanden. Slutligen visade han även stark böjelse att främst tänka på den teatraliska framställningen och jagade efter effektrika, rörande scener, en böjelse, som senare tilltog. De goda sidorna i hans dramer består i teckningen av de olika klassernas liv, utförd med stor sanning, samt i förmågan att skildra karaktärer, ehuru kretsen för hans ämnen är inskränkt. Lyckligast är han i att framställa husliga idyller, men han har på samma gång haft ett ödesdigert inflytande på Tysklands dramatik genom vardagligheten i ämnen och teckning, utan egentlig inre halt och djup.
Iffland var mycket produktiv. Starkast är hans äldre stycken, såsom Der Verbrechen aus Ehrsucht (1784), Die Mündel (samma år; "De omyndige", 1814), Die Jäger (1785) och Die Hagestolzen (1791); samlingar är Dramatische Werke (16 band, 1798-1802, med självbiografi) och Neue dramatische werke (2 bd, 1807-09), urval ha offentliggjorts 1827-28 (11 band) och 1840 (10 band; 2:a upplagan 1860).
Sedan 1877 är gatan Ifflandstrasse i Mitte i Berlin uppkallad efter honom.